# Moorish Science Temple of America

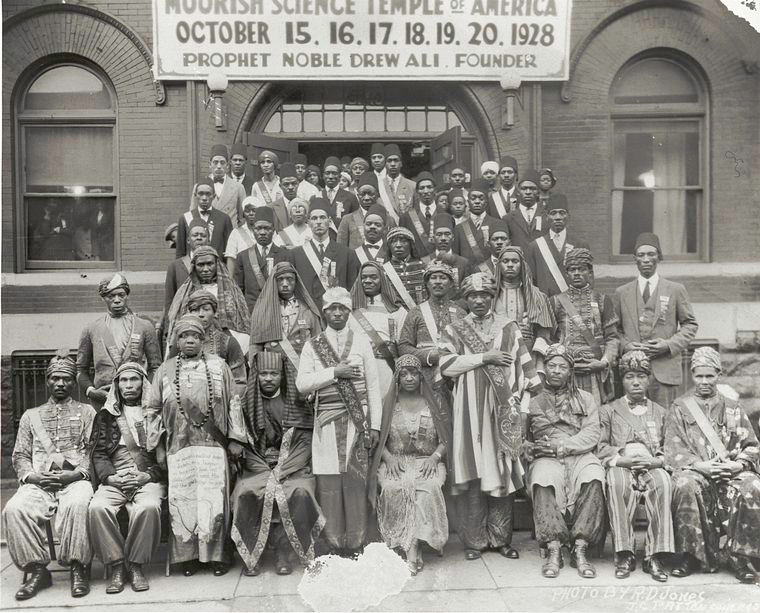
Die Teilnehmer am Moorish-Science-Temple-Kongress in Chicago 1928. Noble Drew Ali in der vorderen Mitte, weiß gekleidet.

Moorish Science Temple of America („Maurischer Wissenschaftstempel von Amerika“, MSTA) ist eine politische und religiöse Organisation in den Vereinigten Staaten, die 1913 von Noble Drew Ali gegründet wurde. Es handelt sich um eine synkretistische Religion, die auf Afroamerikaner ausgerichtet ist und Elemente aus dem Islam, Christentum, Buddhismus, Gnostizismus und der Freimaurerei enthält. Wesentliche Glaubensgrundlagen des Moorish Science Temple wurden in die 1930 von Wallace Fard Muhammad gegründete Nation of Islam übernommen.

## Geschichte
Noble Drew Ali berichtete in seinen Aufzeichnungen, dass er auf seinen Reisen einem Hohepriester der ägyptischen Magie begegnet sei. Dieser habe ihn als Reinkarnation von Jesus, Buddha, Mohammed und weiteren religiösen Führungspersönlichkeiten angesehen, in mystische Geheimnisse eingeführt und ihm einen „verlorenen Teil“ des Korans übergeben. Dieser Text wurde als Holy Koran of the Moorish Science Temple of America („Heiliger Koran des Moorish Science Temple of America“) bekannt und wird auch Circle Seven Koran („Kreis-Sieben-Koran“) genannt, weil auf seinem Deckel eine mit blauem Kreis umrundete Sieben zu sehen ist. Die ersten 19 Kapitel entstammen dem „Wassermann-Evangelium“, das 1908 von Levi H. Dowling veröffentlicht wurde. Die Kapitel 20 bis 45 sind einer Anleitung zur Lebensweise der Rosenkreuzer entnommen, mit leichten Änderungen in Stil und Wortwahl.
Die letzten vier Kapitel des Buches stammen von Drew Ali selbst. Darin schreibt er:

„Die gefallenen Söhne und Töchter der asiatischen Nation Nordamerikas müssen lernen zu lieben anstatt zu hassen, und müssen ihr höheres Selbst und ihr niedrigeres Selbst erkennen. Dies ist die verbindende Kraft des Heiligen Korans aus Mekka, zur Lehre und Unterrichtung sämtlicher maurischen Amerikaner usw. Der Schlüssel zur Zivilisation lag und liegt in den Händen asiatischer Nationen. Die Mauren, welche die alten Moabiter waren, und die Gründer der Heiligen Stadt Mekka.“

Drew Ali fand unter Tausenden von schwarzen Amerikanern, die im Zuge der Great Migration aus den Südstaaten in die großen Städte des Nordens gezogen waren, regen Zuspruch. Es ergaben sich Überschneidungen mit Marcus Garvey und der von ihm gegründeten Universal Negro Improvement Association. Nach Alis Tod 1929 entbrannten Streitigkeiten um seine Nachfolge. Sowohl Edward Mealy El (1870–1935), Alis Fahrer John Givens El und Wallace Fard Muhammad erhoben Anspruch auf die Leitung der Organisation. Wallace Fard trat aus dem Moorish Science Temple aus und zog nach Detroit, wo er 1930 die Nation of Islam gründete. Vom orthodoxen Islam ist der Moorish Science Temple of America nie als islamisch anerkannt worden.
Gegen Ende des 20. Jahrhunderts ist eine abnehmende Mitgliederzahl der Organisation zu verzeichnen, es soll landesweit noch etwa 800 Mitglieder geben. Heutzutage sehen sich die Vertreter der Washitaw Nation als Nachfahren des Moorish Science Temple. Darüber hinaus berufen sich die, die US-Regierung ablehnenden, Moorish Sovereign Citizens auf den Moorish Science Temple. Das FBI stufte die entlang der Lehren des Moorish Science Temple argumentierenden Bewegung mit Gruppierungen wie Rise of the Moors 2021 als Domestic Violent Extremists (DVE, dt.: „inländische gewalttätige Extremisten“) ein. Die Glaubensgemeinschaft selbst distanziert sich von den Separatisten.

## Praktiken und Glaubensgrundsätze
Drew Ali sah alle Afroamerikaner als Mauren an und vertrat die Ansicht, sie seien Abkömmlinge der antiken Moabiter. Er hielt den Islam und seine Lehren als segensreich für die irdische Erlösung der schwarzen Amerikaner – ihre „wahre Natur“ sei ihnen vorenthalten worden. Die Mitglieder der Organisation versahen ihren Familiennamen mit dem Zusatz Bey oder El, um die nahöstliche Herkunft zu betonen und um eine neue Identität einzufordern, nachdem ihre Sklavenhalter ihnen europäische Namen gegeben hatten und sie damit ihrer ursprünglichen Identität beraubt hatten. Die Angestellten im Tempel trugen einen schwarzen Fes, Drew Ali verzierte seinen Fes mit einer Feder als Cherokee-Kopfschmuck. Gemeindeleiter wurden Scheich, Großscheich oder Governor genannt. Drew Ali drängte seine Zuhörer, abwertende Bezeichnungen wie „Schwarze“, „Farbige“ oder „Neger“ zurückzuweisen. Chicago, wo Drew Ali den größten Teil seines Lebens verbrachte, sollte ein zweites Mekka werden.